# Aaron Defant
Aaron Frederik Defant (* 3. Dezember 1983 in Filderstadt) ist ein deutscher Schauspieler.

## Leben
Defant studierte Schauspiel an der Akademie für Darstellende Kunst Baden-Württemberg. Die erste durchgehende Hauptrolle hatte er in der Jugendserie fabrixx. Darauf folgten kleinere Nebenrollen wie in der Serie Marienhof und Rollen in Theaterstücken wie Die Räuber oder Leonce und Lena. Eine durchgehende Nebenrolle spielt er gegenwärtig in der Serie Laible und Frisch.
Eine Rolle als Juwelendieb in der ZDF-Sendung Aktenzeichen XY … ungelöst hatte für Defant kuriose Folgen, so wurde er am 19. April 2012 von der Polizei in Stuttgart für den echten Dieb gehalten und auf dem Hauptbahnhof kontrolliert. Entgegen vielfacher Falschmeldungen durch diverse Medien wurde er jedoch nicht festgenommen. Es war das erste Mal, dass so etwas innerhalb dieser Sendereihe geschah und war sogar der internationalen Presse eine Nachricht wert.
Aaron Defant lebt seit 2016 meist in der Schweizer Hauptstadt Bern.

## Filmografie
- 1998: Enthüllungen einer Ehe
- 1999–2002: Fabrixx (Fernsehserie)
- 2004: Die letzte Tour
- 2004: K.O. (Kurzfilm)
- 2005: Marienhof (Fernsehserie)
- 2006: Im Namen des Herrn
- 2007: Knocking from heavens door
- 2007: Schwarzwaldliebe
- 2008: JONG’R
- 2009: Eine für alle – Frauen könnens besser
- 2009: Blond bringt nix
- 2010: Laible und Frisch (Fernsehserie)
- 2010: Aktenzeichen XY … ungelöst
- 2012: Aktenzeichen XY … ungelöst

## Theater
- 2005: Fsk 16 – Regie: I. Kreissle / Akademietheater Ulm
- 2006–2007: Frühlingserwachen – Regie: A. von Studnitz / Theater Ulm
- 2006: La dispute – Regie: R. Seiler / Akademietheater Ulm
- 2006: Hinter den 7 Tapeten – Regie: U. Walther / Akademietheater Ulm
- 2006: Mit mir startet gleich Versuch 101 – Regie: M. Götz / Akademietheater Ulm
- 2007: Die schmutzigen Hände – Regie: S.Eifler / Akademietheater Ulm
- 2007: Urfaust – Regie: J. Liljeberg / Akademietheater Ulm
- 2009: Klassenfeind – Regie: Stefan Meier / Das Theater an der Effingerstrasse, Bern
- 2009: Wir sind noch einmal davongekommen – Regie: Norbert Klassen / Das Theater an der Effingerstrasse, Bern
- 2010: Die Perser – Regie: Peter Jecklin / Das Theater an der Effingerstrasse, Bern
- 2010: Die Räuber – Regie: Christoph Brück / Theatergastspiele Kempf / Tournee
- 2011: Leonce und Lena – Regie: Norbert Klassen / Das Theater an der Effingerstrasse, Bern
- 2012: Ein Sommernachtstraum – Danu Bus Tour / Tournee/Akademietheater Ulm
- 2012/13: Bluthochzeit – Regie: Christine Bossert / Studiotheater Stuttgart
- 2013: Achtung Deutsch – Regie: Karsten Engelhardt / Packhaustheater Bremen im Schnoor
- 2014: Was uns bleibt – Regie: Karo Guthke / Das Theater an der Effingerstrasse, Bern
- 2014: Truckstop – Regie: Stefan Meier / Das Theater an der Effingerstrasse, Bern
- 2014: Talk Talk – Regie: Christine Bossert / OST – Freie Szene im Depot, Stuttgart
- 2015: Die Deutsche im Dorf – Regie: Markus Keller / Das Theater an der Effingerstrasse, Bern
- 2016: Verschwunden – Regie: Petra Schönwald / Das Theater an der Effingerstrasse, Bern
- 2017: 4 Könige – Regie: Petra Schönwald / Das Theater an der Effingerstrasse, Bern
- 2017: Geächtet – Regie: Bettina Bruinier / Vereinigte Bühnen Bozen